# Città della Macedonia del Nord

Carta delle città della Macedonia del Nord.

Lista delle città delle Macedonia del Nord.

## Città per popolazione
| #  | Città     | Regione        | Popolazione | Anno |
| -- | --------- | -------------- | ----------- | ---- |
| 1  | Skopje    | Skopje         | 568.210     | 2018 |
| 2  | Bitola    | Pelagonia      | 105.644     | 2002 |
| 3  | Kumanovo  | Nordorientale  | 105.484     | 2002 |
| 4  | Tetovo    | Polog          | 86.560      | 2015 |
| 5  | Gostivar  | Polog          | 81.042      | 2010 |
| 6  | Strumica  | Sudorientale   | 79.012      | 2007 |
| 7  | Prilep    | Pelagonia      | 66.246      | 2002 |
| 8  | Struga    | Sudoccidentale | 63.378      | 2002 |
| 9  | Ocrida    | Sudoccidentale | 55.749      | 2002 |
| 10 | Veles     | Vardar         | 55.108      | 2002 |
| 11 | Kičevo    | Sudoccidentale | 48.000      | 2010 |
| 12 | Štip      | Orientale      | 47.796      | 2002 |
| 13 | Kavadarci |                | 38.741      | 2002 |
| 14 | Kočani    | Orientale      | 28.330      | 2002 |
| 15 | Gevgelija | Sudorientale   | 22.988      | 2002 |
| 16 | Debar     | Sudoccidentale | 19.542      | 2002 |
| 17 | Resen     | Pelagonia      | 16.825      | 2002 |
| 18 | Radoviš   | Sudorientale   | 16.233      | 2002 |
| 19 | Berovo    | Orientale      | 13.941      | 2002 |
| 20 | Kruševo   | Pelagonia      | 9.684       | 2002 |

## Città
Tra parentesi è indicata la popolazione aggiornata al 2002.
Regione orientale
- Berovo (7.002)
- Češinovo-Obleševo
- Delčevo (11.500)
- Karbinci
- Kočani (28.330)
- Lozovo
- Makedonska Kamenica (5.147)
- Pehčevo (3.237)
- Probištip (8.714)
- Štip (43.652)
- Sveti Nikole
- Vinica (10.863)
- Zrnovci

Regione nordorientale
- Kratovo (6.924)
- Kriva Palanka (14.558)
- Kumanovo (70.842)
- Lipkovo
- Rankovce
- Staro Nagoričane

Regione di Pelagonia
- Bitola (74.550)
- Demir Hisar (2.593)
- Dolneni
- Krivogaštani
- Kruševo (5.330)
- Mogila
- Novaci
- Prilep (66.246)
- Resen (8.748)

Regione del Polog
- Bogovinje
- Brvenica
- Gostivar (35.847)
- Jegunovce
- Mavrovo e Rostuša
- Tearce
- Tetovo (52.915)
- Vrapčište
- Želino

Regione di Skopje
- Aračinovo
- Čučer-Sandevo
- Ilinden
- Petrovec
- Sopište
- Studeničani
- Zelenikovo
- Skopje (506.926)

Regione sudorientale
- Bogdanci (6.011)
- Bosilovo
- Gevgelija (15.685)
- Konče
- Novo Selo
- Radoviš (16.223)
- Star Dojran
- Strumica (35.311)
- Valandovo (4.402)
- Vasilevo

Regione sudoccidentale
- Centar Župa
- Debar (14.561)
- Debarca
- Drugovo
- Kičevo (27.067)
- Makedonski Brod (3.740)
- Ohrid (42.033)
- Oslomej
- Plasnica
- Struga (16.559)
- Vevčani
- Vraneštica
- Zajas

Regione del Vardar
- Čaška
- Demir Kapija (3.275)
- Gradsko
- Kavadarci (29.188)
- Negotino (13.284)
- Rosoman
- Veles (43.716)